# Ruffians (groupe allemand)
Pour les articles homonymes, voir Ruffians.
Ruffians est un groupe allemand de ska et reggae, originaire de Potsdam.

## Histoire
Le groupe est formé en 1993, et a donné de nombreux concerts avec d'autres groupes comme, par exemple Dr. Ring Ding, The Skatalites, The Selecter, The Toasters, Desmond Dekker, P.R. Kantate et Death Angel, jouant dans des festivals comme le Bang Your Head. Après une interruption de dix ans, la formation se produit à nouveau en 2015 lors de Rock in Caputh. En 2023, le groupe fête ses 30 ans d'existence.

## Discographie
- 1997 : Do the Pidgin Style (United One Records)
- 2003 : Remixed Volume 1 (album remix ; T.I.E. Music)
- 2006 : Guter Dinge (Jelly Records)